# Con khỉ mồ côi
Con khỉ mồ côi là bộ phim điện ảnh truyền hình của Việt Nam năm 2004, Hãng phim Truyền hình Thành phố Hồ Chí Minh sản xuất, kịch bản được Nguyễn Quang Sáng chuyển thể từ truyện ngắn cùng tên của ông, phim do Trần Quang Đại đạo diễn. Cùng các diễn viên Cao Minh, Trịnh Kim Chi, Tuyết Thu, Nguyễn Đình Thơ.

## Diễn viên
- Cao Minh trong vai Đoàn Phi
- Tuyết Thu trong vai Phương Hoài (vợ Phi)
- Nguyễn Đình Thơ trong vai Bảy Hà
- Hiệp Hy trong vai Bình Yên (nhỏ)
- Thái Quốc trong vai Bình Yên (lớn)
- Nguyễn Châu trong vai Hai Lý

## Sản xuất

### Nguyên tác
Truyện ngắn Con khỉ mồ côi được Nguyễn Quang Sáng sáng tác tại chiến khu R, nhân vật chính được phỏng theo họa sĩ Toàn Thi. Nguyễn Quang Sáng thời gian này làm việc cùng họa sĩ Toàn Thi và nhạc sĩ Phan Miên, nhưng sau này Phan Miên bị bắt và đi đày ra Côn Đảo. Tại R, Toàn Thi thường đi săn tình cờ bắn được một con khỉ, cảm thấy tội nghiệp nó nên ông đã giữ lại nuôi và từ bỏ hẳn việc săn bắn thú.

### Chuyển thể
Sau bộ phim Con gà trống của cha con nhà văn Nguyễn Quang Sáng và đạo diễn Nguyễn Quang Dũng được phát sóng, biên tập của bộ phim này là Trần Chí Kông đã gợi ý Nguyễn Quang Sáng chuyển thể Con khỉ mồ côi thành phim. Tính đến thời điểm này, hầu hết các kịch bản phim của Nguyễn Quang Sáng viết đều được đặt hàng hoặc theo nhu cầu khi tham gia các trại sáng tác, riêng Cánh đồng hoang là kịch bản do ông tùy hứng sáng tác.

### Ghi hình
Con khỉ mồ côi được khởi quay từ tháng 9 năm 2003 tại vùng rừng Mã Đà, Đồng Nai; vai nữ chính ban đầu được giao cho Trịnh Kim Chi. Con khỉ trong phim được đóng bởi một chú khỉ con và 8 con khỉ đóng thế được đào tạo bởi những huấn luyện viên xiếc thú chuyên nghiệp. Trong quá trình quay phim diễn viên Nguyễn Châu đã bị một chú khỉ cắn trong giờ giải lao vì vỗ mông nó, có khi con khỉ đầu đàn bị xổng và trốn trong rừng khiến cả đoàn rất khó khăn để tìm bắt lại. Trong cảnh Đoàn Phi giữ chú khỉ trên tay và tiến đến một con gấu, con gấu này đã bị kích động mạnh bởi con khỉ khiến ca sĩ Cao Minh hoảng sợ bảo chạy và lôi theo con khỉ.

## Giải thưởng
| Năm  | Giải thưởng                                | Hạng mục      | Kết quả         | Tham khảo   |
| ---- | ------------------------------------------ | ------------- | --------------- | ----------- |
| 2004 | Liên hoan Truyền hình toàn quốc lần thứ 23 | Phim ngắn tập | Huy chương Vàng | [ 4 ] [ 5 ] |